# Calceolaria harlingii
Calceolaria harlingii är en toffelblomsväxtart som beskrevs av U. Molau. Calceolaria harlingii ingår i släktet toffelblommor, och familjen toffelblomsväxter. Inga underarter finns listade i Catalogue of Life.